# Луков, Вадим Борисович
Вади́м Бори́сович Лу́ков (30 июня 1953, Москва, РСФСР, СССР — 12 августа 2016) — советский и российский дипломат. Доктор исторических наук. Посол по особым поручениям МИД РФ. Су-шерпа России в БРИКС, координатор в МИД России по вопросам «Группы двадцати».

## Биография
В 1975 году окончил Московский государственный институт международных отношений МИД СССР. Владел английским, французским, нидерландским языками и суахили.
С 1979 года на дипломатической службе.
- В 1985—1987 годах — первый секретарь секретариата первого заместителя Министра иностранных дел СССР,
- В 1987—1992 годах — первый секретарь, советник посольства СССР/России в Люксембурге,
- В 1992—1995 годах — советник министра иностранных дел России,
- В 1995—1997 годах — начальник Управления внешнеполитического планирования МИД России,
- С 8 августа 1997 по 28 ноября 2000 года — чрезвычайный и полномочный посол Российской Федерации в Южно-Африканской Республике и по совместительству в Королевстве Лесото[2][3].
- В 2001—2004 годах — посол по особым поручениям МИД России. Российский су-шерпа в «Группе восьми»,
- С 15 июня 2004 по 19 ноября 2009 года — чрезвычайный и полномочный посол Российской Федерации в Королевстве Бельгия[4][5],
- С 14 декабря 2009 по 2 ноября 2015 года — посол по особым поручениям МИД Российской Федерации, российский внешнеполитический су-шерпа в «Группе восьми» (до прекращения её деятельности 3 марта 2013 г.), заместитель представителя Президента России в БРИКС, координатор в МИД России по работе «Группы двадцати». Ответственный секретарь Межведомственной комиссии по вопросам участия России в «Группе восьми» и «Группе двадцати».

С 2 ноября 2015 года на пенсии. 
Умер в 2016 году. Похоронен на Бабушкинском кладбище. 

## Награды и звания
- Медаль ордена «За заслуги перед Отечеством» II степени (4 марта 1998) — за большой вклад в проведение внешнеполитического курса России и многолетнюю добросовестную работу[6]
- Медаль «В память 850-летия Москвы» (15 марта 1998)
- Благодарность президента Российской Федерации (6 апреля 2004) — за активное участие в реализации внешнеполитического курса Российской Федерации[7]
- Медаль «В память 1000-летия Казани» (26 октября 2006)
- Медаль «Во Славу Осетии» (29 мая 2009) — «за большой вклад в укрепление общественных и культурных связей с соотечественниками за рубежом» (Указ Главы Республики Северная Осетия-Алания от 29 мая 2009 года № 127)
- Орден Святого Благоверного князя Даниила Московского III степени (25 ноября 2009, РПЦ) — «во внимание к постоянной помощи Русской Православной Церкви и в связи с 55-летием со дня рождения» (грамота Патриарха Московского и Всея Руси Кирилла от 25 ноября 2009 года № 473)
- Орден Дружбы (16 октября 2012) — за большой вклад в реализацию внешнеполитического курса и укрепление международных позиций Российской Федерации, подготовку высококвалифицированных кадров и многолетнюю добросовестную работу[8]
- Благодарность президента Российской Федерации (15 апреля 2014) — за активное участие в подготовке и обеспечении председательства Российской Федерации в «Группе двадцати» в 2013 году[9]
- Медаль ордена «За заслуги перед Отечеством» I степени (21 ноября 2015) — за большой вклад в проведение внешнеполитического курса России и многолетнюю добросовестную работу[10].

## Дипломатический ранг
- Чрезвычайный и полномочный посланник 2 класса (18 июля 1995)[11]
- Чрезвычайный и полномочный посланник 1 класса (20 февраля 1999)[12]
- Чрезвычайный и полномочный посол (30 апреля 2003)[13]